# Saldanha Marinho
Saldanha Marinho är en kommun i Brasilien.   Den ligger i delstaten Rio Grande do Sul, i den södra delen av landet, 1 500 km söder om huvudstaden Brasília. Antalet invånare är 2 869.
Trakten runt Saldanha Marinho består till största delen av jordbruksmark. Runt Saldanha Marinho är det glesbefolkat, med 14 invånare per kvadratkilometer.